# Mycena codoniceps
Mycena codoniceps är en svampart som först beskrevs av Mordecai Cubitt Cooke, och fick sitt nu gällande namn av Pier Andrea Saccardo 1891. Mycena codoniceps ingår i släktet Mycena och familjen Mycenaceae.   Inga underarter finns listade i Catalogue of Life.